# Breed knotje
Het breed knotje (Porotachys bisulcatus) is een keversoort uit de familie van de loopkevers (Carabidae). De wetenschappelijke naam van de soort werd in 1822 gepubliceerd door Ernst August Nicolai.